# Pressig
Pressig è un comune tedesco di 4 225 abitanti, situato nel land della Baviera.